# Válcovna

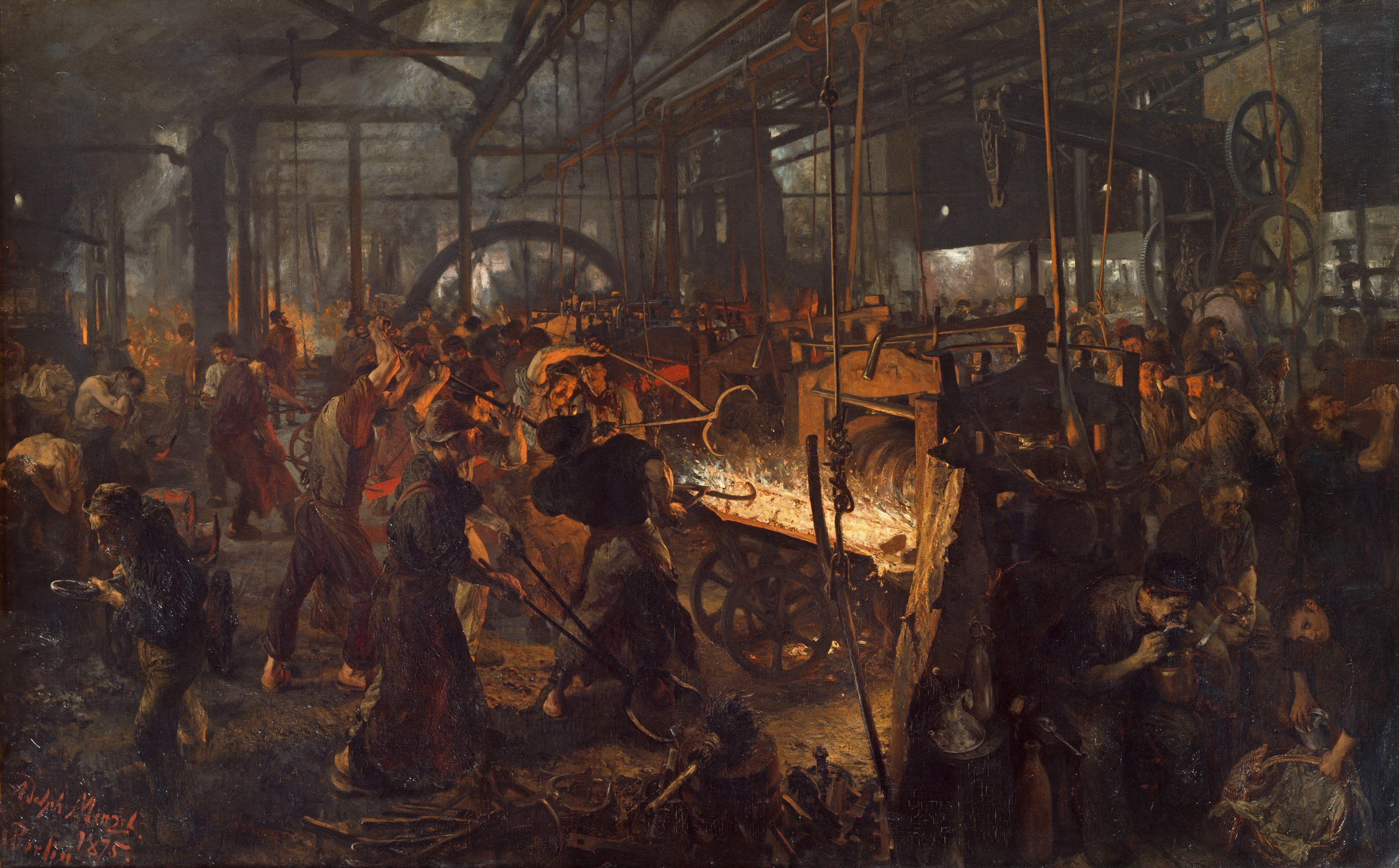
A. Menzel: Válcovna (1875)

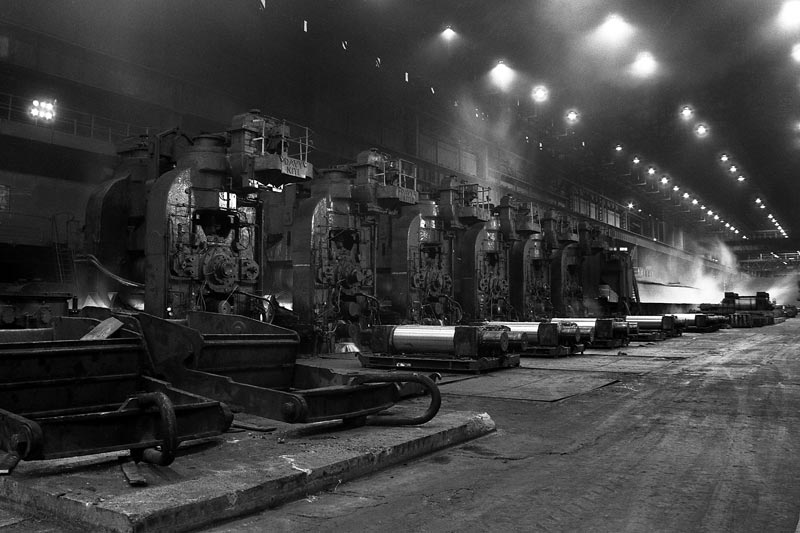
Válcovací trať

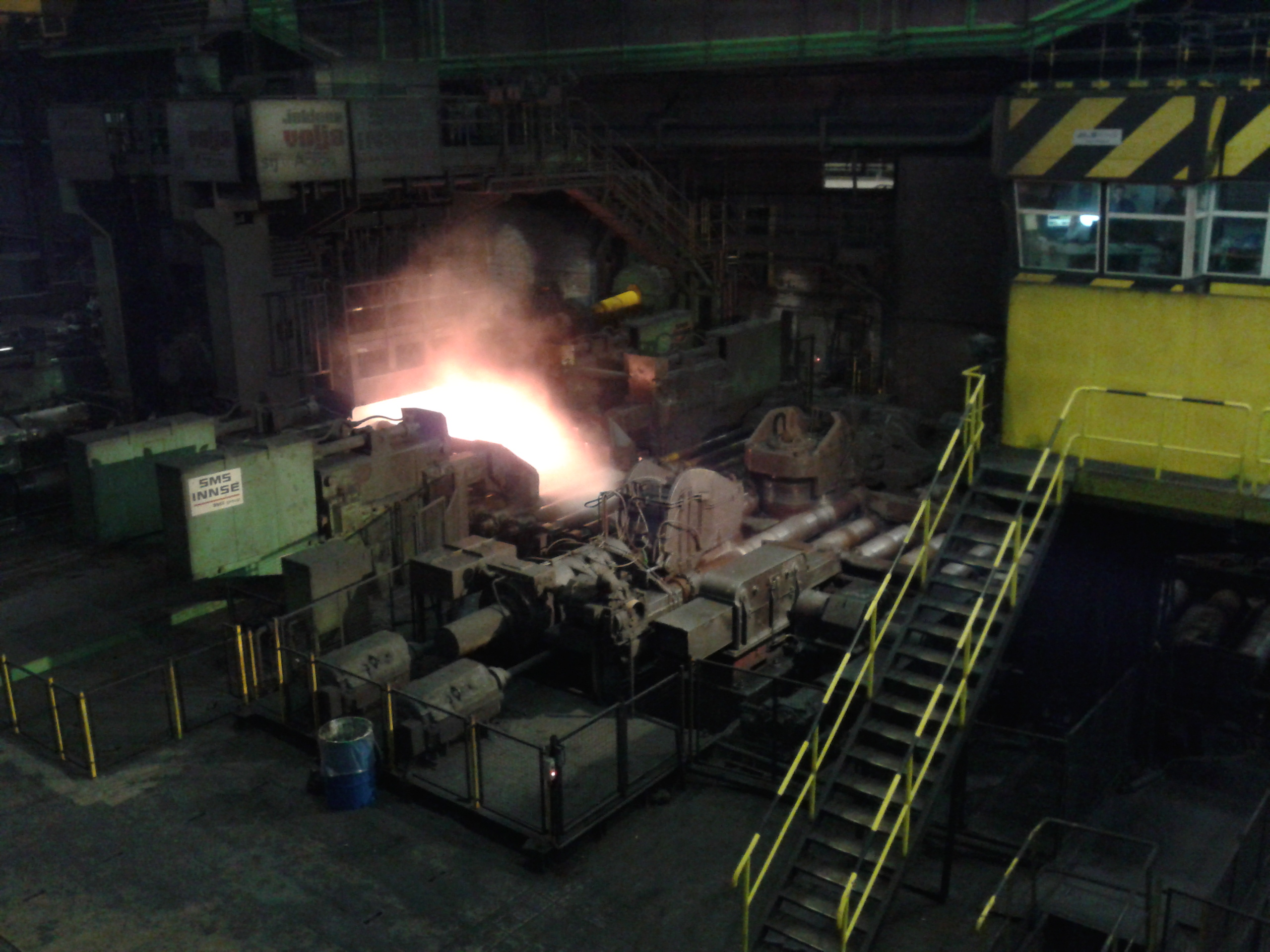
Válcování za tepla

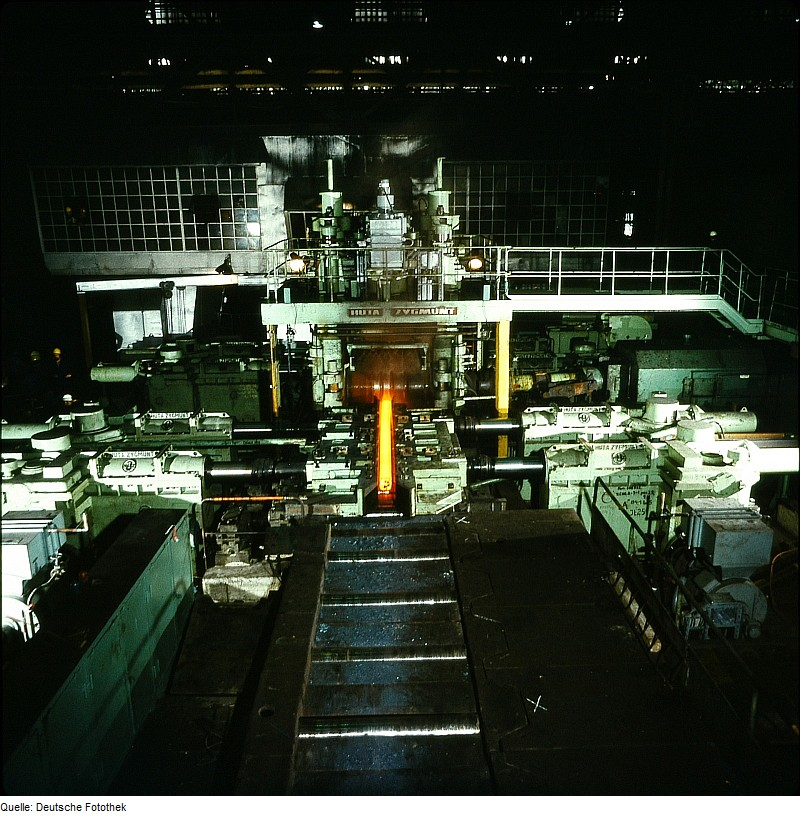
Profilové válcování za tepla

Válcovna je hutní provoz na válcování kovů, na výrobu kovových polotovarů i výrobků, jako jsou plechy, tyče a silné dráty, nosníky, kolejnice, bezešvé trubky a podobně. Při válcování oceli se rozlišuje hrubší válcování za tepla a jemnější válcování za studena. Neželezné kovy se většinou válcují za studena, případně žíhají. Tyto činnosti vykonávají valcíři.

## Popis
Válcovny jsou velké a energeticky náročné provozy, které se řadí do těžkého průmyslu. Často navazují na ocelárny a další hutní provozy. Jejich technologické zařízení tvoří hlavně válcovací tratě, složené z jedné nebo několika válcovacích stolic a různých pomocných zařízení. Mezi pomocná zařízení patří zejména pece a chladicí zařízení, nůžky a zařízení na dělení materiálu, dopravníky a podobně. Rozlišují se válcovny plechu, tyčových materiálů a drátu, válcovny trubek a další. 

## Historie
Válcovací stolice vznikly patrně v 17. století na evropském kontinentě a začaly se šířit koncem 18. století, zejména v Anglii. Nahradily starší kovářskou výrobu plechů i tyčí, které se musely kovat, od 18. století i ve vodních hamrech. Zažily bouřlivý rozvoj v 19. století, kdy se zásadně proměnila i výroba oceli. V jednotlivých válcovacích stolicích se vývalky pohybovaly střídavě mezi dvěma válci, které se postupně přibližovaly k sobě. Postupně je nahradily válcovací tratě, kde jsou dvě nebo více stolic zařazeno bezprostředně za sebou, takže výroba je plynulejší. Zásluhou polského vynálezce Tadeusze Sendzimira v USA v polovině 20. století vznikly planetové válcovací stolice, které umožňují válcováním na jediné stolici zmenšit tloušťku až na desetinu vstupní tloušťky. Vznikly nové druhy válcování, například bezešvých trubek a v průběhu 20. století se výroba stále víc automatizovala.